# Rinascita Volley '78 Lagonegro 2021-2022
Questa voce raccoglie le informazioni riguardanti la Rinascita Volley '78 Lagonegro nelle competizioni ufficiali della stagione 2021-2022.

## Stagione
Nella stagione 2021-22 la Rinascita Volley '78 Lagonegro assume la denominazione sponsorizzata di Cave Del Sole Lagonegro.
Partecipa per la sesta volta alla Serie A2 chiudendo la regular season di campionato all'ottavo posto in classifica: si qualifica pertanto per i play-off promozione dove viene eliminata nei quarti di finale dall'Olimpia Bergamo.

## Organigramma societario
Area direttiva
- Presidente: Nicola Carlomagno
- Vicepresidente: Gaetano Sangineto
- Direttore sportivo: Nicola Tortorella
- Team manager: Nicola Tortorella

- Allenatore: Mario Barbiero
- Allenatore in seconda: Dino Viggiano
- Scout man: Brigida Moliterni
- Responsabile settore giovanile: Giuseppe Falabella

Area comunicazione
- Ufficio stampa: Paola Vaiano
- Relazioni esterne: Nicola Tortorella

Area marketing
- Responsabile ufficio marketing: Massimiliano Padula

Area sanitaria
- Medico: Antonello Lauria
- Fisioterapista: Domenico Racaniello
- Preparatore atletico: Vincenzo Ghizzoni
- Osteopata: Nicola Castelluccio

## Rosa
| N° | Nome               | Ruolo | Data di nascita  | Nazionalità sportiva |
| -- | ------------------ | ----- | ---------------- | -------------------- |
| 1  | Edoardo Marini     | S     | 12 aprile 1997   | Italia               |
| 2  | Manuel Biasotto    | C     | 26 febbraio 2001 | Italia               |
| 3  | Andrea Argenta     | O     | 1º giugno 1996   | Italia               |
| 4  | Omar El Moudden    | L     | 11 ottobre 2002  | Italia               |
| 5  | Nicolò Hoffer      | L     | 6 maggio 2000    | Italia               |
| 6  | Victor Živojinović | P     | 28 maggio 1999   | Italia               |
| 7  | Manuel Beghelli    | O     | 13 luglio 1999   | Italia               |
| 8  | Matteo Pistolesi   | P     | 14 marzo 1995    | Italia               |
| 9  | Paolo Di Silvestre | S     | 31 gennaio 1998  | Italia               |
| 10 | Paolo Bonola       | C     | 25 giugno 1992   | Italia               |
| 14 | Sebastiano Milan   | S     | 6 aprile 1995    | Italia               |
| 15 | Stefano Armenante  | S     | 10 agosto 1999   | Italia               |
| 16 | Aleksander Maziarz | C     | 22 aprile 1995   | Polonia              |

## Mercato
| Acquisti | Acquisti           | Acquisti             | Acquisti   |
| R.       | Nome               | da                   | Modalità   |
| -------- | ------------------ | -------------------- | ---------- |
| O        | Andrea Argenta     | Trentino             | definitivo |
| O        | Manuel Beghelli    | Olimpia Sant'Antioco | definitivo |
| C        | Manuel Biasotto    | Valdimagra           | definitivo |
| C        | Paolo Bonola       | Cuneo                | definitivo |
| S        | Paolo Di Silvestre | Lupi Santa Croce     | definitivo |
| L        | Omar El Moudden    | New Real Gioia       | definitivo |
| L        | Nicolò Hoffer      | Prisma Taranto       | definitivo |
| S        | Edoardo Marini     | Valsugana            | definitivo |
| C        | Aleksander Maziarz | Milōn                | definitivo |
| S        | Sebastiano Milan   | Padova               | definitivo |
| P        | Matteo Pistolesi   | Cuneo                | definitivo |
| P        | Victor Živojinović | Castellana           | definitivo |

| Cessioni | Cessioni              | Cessioni             | Cessioni      |
| R.       | Nome                  | a                    | Modalità      |
| -------- | --------------------- | -------------------- | ------------- |
| S        | Roberto Battaglia     | Saturnia Acicastello | definitivo    |
| P        | Alessandro Bellucci   | Team Club            | definitivo    |
| C        | Pietro Ladaga         | ?                    |               |
| C        | Graziano Maccarone    | Alessano             | definitivo    |
| S        | Federico Marretta     | Tricolore            | definitivo    |
| S        | Tiziano Mazzone       | Emma Villas          | definitivo    |
| C        | Michael Molinari      | Impavida Ortona      | definitivo    |
| P        | Enrico Poccia         | ?                    |               |
| S        | Dario Ribezzo         | ?                    |               |
| L        | Davide Russo          | Callipo              | definitivo    |
| P        | Nicola Salsi          | Modena               | fine prestito |
| L        | Marco Santucci        | Spike Devils         | definitivo    |
| O        | Leonardo Scuffia      | Sabaudia             | definitivo    |
| C        | Vincenzo Spadavecchia | ?                    |               |
| O        | Igor' Tjurin          | Volzhanin Kostroma   | definitivo    |
| S        | Filippo Vedovotto     | Porto Viro           | definitivo    |

## Risultati

### Serie A2

#### Girone di andata
| 1ª Giornata - 10 ottobre 2021 Palazzetto dello Sport, Porto Viro      | Porto Viro          | 1 - 3 | Rinascita Lagonegro | 25-23, 24-26, 22-25, 23-25        |
| 2ª Giornata - 17 ottobre 2021 Palasport Villa D'Agri, Marsicovetere   | Rinascita Lagonegro | 3 - 2 | Mondovì             | 26-28, 22-25, 32-30, 28-26, 15-10 |
| 3ª Giornata - 24 ottobre 2021 PalaFrancescucci, Casnate con Bernate   | Libertas Brianza    | 3 - 1 | Rinascita Lagonegro | 17-25, 25-19, 25-17, 25-14        |
| 4ª Giornata - 31 ottobre 2021 Palasport Villa D'Agri, Marsicovetere   | Rinascita Lagonegro | 0 - 3 | Tricolore           | 21-25, 20-25, 25-27               |
| 5ª Giornata - 7 novembre 2021 PalaMensSana, Siena                     | Emma Villas         | 3 - 1 | Rinascita Lagonegro | 25-22, 25-21, 27-29, 25-19        |
| 6ª Giornata - 14 novembre 2021 Palasport Villa D'Agri, Marsicovetere  | Rinascita Lagonegro | 3 - 0 | Olimpia Bergamo     | 25-23, 25-22, 25-23               |
| 7ª Giornata - 21 novembre 2021 Palasport Villa D'Agri, Marsicovetere  | Rinascita Lagonegro | 3 - 0 | Impavida Ortona     | 25-18, 25-19, 25-20               |
| 8ª Giornata - 28 novembre 2021 PalaParenti, Santa Croce sull'Arno     | Lupi Santa Croce    | 3 - 0 | Rinascita Lagonegro | 25-17, 25-13, 25-20               |
| 9ª Giornata - 4 dicembre 2021 Palasport Villa D'Agri, Marsicovetere   | Rinascita Lagonegro | 3 - 1 | Atlantide Brescia   | 25-19, 28-26, 23-25, 25-22        |
| 10ª Giornata - 8 dicembre 2021 PalaGrotte, Castellana Grotte          | New Mater           | 3 - 2 | Rinascita Lagonegro | 25-15, 23-25, 25-16, 25-27, 15-13 |
| 11ª Giornata - 12 dicembre 2021 Palasport Villa D'Agri, Marsicovetere | Rinascita Lagonegro | 1 - 3 | Cuneo               | 19-25, 25-19, 27-29, 15-25        |
| 12ª Giornata - 21 dicembre 2021 PalaVicentini, Caorle                 | Motta               | 3 - 0 | Rinascita Lagonegro | 25-23, 25-18, 25-21               |

#### Girone di ritorno
| 13ª Giornata - 2 gennaio 2022 Palasport Villa D'Agri, Marsicovetere   | Rinascita Lagonegro | 3 - 2 | Porto Viro          | 22-25, 25-15, 16-25, 25-19, 15-13 |
| 14ª Giornata - 9 gennaio 2022 PalaManera, Mondovì                     | Mondovì             | 1 - 3 | Rinascita Lagonegro | 27-25, 17-25, 16-25, 23-25        |
| 15ª Giornata - 16 gennaio 2022 Palasport Villa D'Agri, Marsicovetere  | Rinascita Lagonegro | 3 - 0 | Libertas Brianza    | 25-16, 25-23, 25-13               |
| 16ª Giornata - 23 gennaio 2022 PalaBursi, Rubiera                     | Tricolore           | 1 - 3 | Rinascita Lagonegro | 26-24, 21-25, 19-25, 23-25        |
| 17ª Giornata - 13 febbraio 2022 Palasport Villa D'Agri, Marsicovetere | Rinascita Lagonegro | 3 - 2 | Emma Villas         | 25-21, 25-18, 23-25, 20-25, 15-10 |
| 18ª Giornata - 6 febbraio 2022 PalaPozzoni, Cisano Bergamasco         | Olimpia Bergamo     | 3 - 1 | Rinascita Lagonegro | 25-17, 25-20, 23-25, 25-23        |
| 19ª Giornata - 20 febbraio 2022 Palasport Comunale, Ortona            | Impavida Ortona     | 3 - 1 | Rinascita Lagonegro | 26-24, 20-25, 25-22, 25-21        |
| 20ª Giornata - 27 febbraio 2022 Palasport Villa D'Agri, Marsicovetere | Rinascita Lagonegro | 0 - 3 | Lupi Santa Croce    | 23-25, 22-25, 19-25               |
| 21ª Giornata - 6 marzo 2022 PalaSanFilippo, Brescia                   | Atlantide Brescia   | 3 - 1 | Rinascita Lagonegro | 25-16, 21-25, 25-21, 25-20        |
| 22ª Giornata - 13 marzo 2022 Palasport Villa D'Agri, Marsicovetere    | Rinascita Lagonegro | 3 - 1 | New Mater           | 17-25, 25-23, 29-27, 25-20        |
| 23ª Giornata - 1º aprile 2022 PalaCastagnaretta, Cuneo                | Cuneo               | 3 - 0 | Rinascita Lagonegro | 25-19, 25-17, 25-9                |
| 24ª Giornata - 7 aprile 2022 Palasport Villa D'Agri, Marsicovetere    | Rinascita Lagonegro | 3 - 2 | Motta               | 25-22, 19-25, 21-25, 25-23, 15-12 |

#### Play-off promozione
| Quarti di finale (gara 1) - 16 aprile 2022 PalaPozzoni, Cisano Bergamasco        | Olimpia Bergamo     | 3 - 1 | Rinascita Lagonegro | 25-18, 25-21, 25-27, 25-19 |
| Quarti di finale (gara 2) - 24 aprile 2022 Palasport Villa D'Agri, Marsicovetere | Rinascita Lagonegro | 0 - 3 | Olimpia Bergamo     | 22-25, 17-25, 21-25        |

## Statistiche

### Statistiche di squadra
| Competizione | Punti | In casa | In casa | In casa | In trasferta | In trasferta | In trasferta | Totale | Totale | Totale |
| Competizione | Punti | G       | V       | P       | G            | V            | P            | G      | V      | P      |
| ------------ | ----- | ------- | ------- | ------- | ------------ | ------------ | ------------ | ------ | ------ | ------ |
| Serie A2     | 33    | 13      | 9       | 4       | 13           | 3            | 10           | 26     | 12     | 14     |
| Totale       | -     | 13      | 9       | 4       | 13           | 3            | 10           | 26     | 12     | 14     |

G = partite giocate; V = partite vinte; P = partite perse 

### Statistiche dei giocatori
| Giocatore       | Serie A2 | Serie A2 | Serie A2 | Serie A2 | Serie A2 | Totale | Totale | Totale | Totale | Totale |
| Giocatore       | P        | PT       | AV       | MV       | BV       | P      | PT     | AV     | MV     | BV     |
| --------------- | -------- | -------- | -------- | -------- | -------- | ------ | ------ | ------ | ------ | ------ |
| A. Argenta      | 25       | 409      | 363      | 39       | 7        | 25     | 409    | 363    | 39     | 7      |
| S. Armenante    | 20       | 64       | 53       | 10       | 1        | 20     | 64     | 53     | 10     | 1      |
| M. Beghelli     | 8        | 12       | 10       | 2        | 0        | 8      | 12     | 10     | 2      | 0      |
| M. Biasotto     | 8        | 21       | 12       | 8        | 1        | 8      | 21     | 12     | 8      | 1      |
| P. Bonola       | 26       | 174      | 98       | 68       | 9        | 26     | 174    | 98     | 68     | 9      |
| P. Di Silvestre | 24       | 305      | 268      | 20       | 17       | 24     | 305    | 268    | 20     | 17     |
| O. El Moudden   | 13       | 4        | 3        | 0        | 1        | 13     | 4      | 3      | 0      | 1      |
| N. Hoffer       | 26       | 0        | 0        | 0        | 0        | 26     | 0      | 0      | 0      | 0      |
| E. Marini       | 6        | 3        | 2        | 0        | 1        | 6      | 3      | 2      | 0      | 1      |
| A. Maziarz      | 23       | 163      | 102      | 44       | 17       | 23     | 163    | 102    | 44     | 17     |
| S. Milan        | 26       | 394      | 334      | 39       | 21       | 26     | 394    | 334    | 39     | 21     |
| M. Pistolesi    | 26       | 54       | 24       | 22       | 8        | 26     | 54     | 24     | 22     | 8      |
| V. Živojinović  | 18       | 1        | 0        | 0        | 1        | 18     | 1      | 0      | 0      | 1      |

P = presenze; PT = punti totali; AV = attacchi vincenti; MV = muri vincenti; BV = battute vincenti